# Roberto Sierra
Roberto Sierra (Vega Baja, 9 ottobre 1953) è un compositore portoricano specializzato nella musica classica contemporanea.

## Biografia
Sierra ha studiato composizione in Europa, in particolare con György Ligeti ad Amburgo (1979-1982), Germania. Dopo che la sua opera in due atti El mensajero de plata, su libretto di Myrna Casas, fu presentata al Festival Interamericano di San Juan il 9 ottobre 1986, Sierra diventò famoso nel 1987 quando la sua prima composizione orchestrale, Júbilo, fu eseguita alla Carnegie Hall dall'Orchestra Sinfonica di Milwaukee. (Júbilo era stato presentato in anteprima a Porto Rico nel 1985 dall'Orchestra Sinfonica di Porto Rico diretta da Zdeněk Mácal e nel 1986 fu eseguito dalla stessa compagine dirette da Akira Endo.) Per oltre tre decenni le sue opere hanno fatto parte del repertorio di molte delle principali orchestre, gruppi e festival negli Stati Uniti e in Europa. I suoi Fandangos sono stati eseguiti nella serata di apertura dei Proms del 2002, eseguita dalla BBC Symphony Orchestra e trasmessa in televisione in tutta Europa.
Sierra è professore alla Cornell University di Ithaca, New York, dove insegna composizione.

## Musica
Il 2 febbraio 2006 la Missa Latina di Sierra fu presentata al Kennedy Center, a Washington, DC, diretta da Leonard Slatkin con notevole successo. Il Washington Times la giudicò "la prima sinfonica più significativa nel distretto dal War Requiem del compianto Benjamin Britten fu rappresentata per la prima volta nella Cattedrale nazionale di Washington alla fine degli anni '60". Il 3 marzo 2007 la Missa Latina FU rappresentata al 51° Casals Festival nella terra natia di Sierra, a Porto Rico, dove fu ugualmente ben accolta.
Il Concierto Barroco di Sierra trae ispirazione da una scena dell'omonimo romanzo di Alejo Carpentier in cui Handel e Vivaldi improvvisano con uno schiavo cubano durante il Carnevale di Venezia. Sierra era stato incaricato dal chitarrista Manuel Barrueco di scrivere un concerto che cercasse di catturare ciò che potrebbe essere avvenuto e come. Nella rivista Soundboard Eladio Scharron scrisse che "Sierra ha raggiunto - magistralmente - una sintesi di una tradizione di cinque secoli... Questa composizione è davvero un capolavoro..."
Tra gli altri lavori commissionati ci sono:
- Concerto per orchestra per le celebrazioni del centenario dell'Orchestra di Filadelfia commissionata dalla Koussevitzky Music Foundation e dall'Orchestra di Filadelfia;
- Concerto per sassofoni e orchestra, commissionato dall'Orchestra Sinfonica di Detroit per James Carter;
- Fandangos e Missa Latina, commissionati dalla National Symphony Orchestra;
- Sinfonia n. 3 "La Salsa", commissionata dalla Milwaukee Symphony Orchestra;
- Danzas Concertantes per chitarra e orchestra commissionati dall'Orquesta de Castilla y León;
- Doppio concerto per violino e viola, commissionato congiuntamente dalle orchestre di Pittsburgh e Filadelfia;
- Bongo +, commissionato dalla Juilliard School per celebrare il 100º anniversario;
- Songs from the Diaspora, commissionato da Music Accord per Heidi Grant Murphy, Kevin Murphy ed il St. Lawrence String Quartet;
- Concierto de Cámara, commissionato congiuntamente dal Santa Fe Chamber Music Festival, Chamber Music Northwest e Stanford Lively Arts.

Altre formazioni che hanno commissionato Sierra comprendono le orchestre di Pittsburgh, Atlanta, New Mexico, Houston, Minnesota, Dallas, San Antonio e Phoenix ed anche l'American Composers Orchestra, la New York Philharmonic, la Los Angeles Philharmonic Orchestra, la Royal Scottish National Orchestra, l'Orchestra della Tonhalle di Zurigo e le orchestre di Madrid, Galizia e Barcellona.
La musica di Roberto Sierra può essere ascoltata su CD di Naxos, EMI, EmArcy Records, New World Records, Albany Records, Koch, New Albion, Koss Classics, BMG, Fleur de Son e altre etichette. Nel 2011 l'etichetta EmArcy Records ha pubblicato Caribbean Rhapsody con il Concierto for Saxophones and Orchestra commissionato e premiato dall'Orchestra Sinfonica di Detroit con James Carter. Nel 2004 la EMI Classics ha pubblicato i suoi due concerti per chitarra Folias e Concierto Barroco con Manuel Barrueco come solista (pubblicato su Koch negli Stati Uniti nel 2005). Nel 2009 la registrazione Naxos della Missa Latina ha ricevuto una nomination per un Grammy come miglior categoria di composizione contemporanea.

## Lavori
Alcuni dei lavori selezionati di Sierra includono:

### Opere orchestrali selezionate
- A Joyous Overture (c. 5')
- Alegría (c. 6')
- The Bacchae (c. 12’)
- Borikén (c. 12')
- Carnaval (c. 18’)
- Concierto para orquesta [Concerto for Orchestra] (c. 20')
- El jardín de las delicias (c. 10')
- Fandangos (c. 12')
- Idilio -SATB choir and orchestra (c. 7')
- Júbilo (c. 8')
- La Lira (Juan Morel Campos) – orchestrated by Roberto Sierra (11”)
- Preámbulo (c. 10')
- Ritmo (c. 6')
- Saludo (c. 4')
- SASIMA (c. 11')
- Serenata (c. 15')
- Sinfonía No. 1 (c. 17')
- Sinfonía No. 2 (c. 15')
- Sinfonía No. 3 "La Salsa" (c. 23')
- Sinfonía No. 4 (c. 22’)
- Tropicalia (c. 23')
- Un recuerdo (c. 2')

### Concerti selezionati
- Bongo+ – percussioni soliste e orchestra da camera (c. 20-)
- Concerto per sassofoni e orchestra – riduzione per pianoforte (c. 22')
- Concerto per Viola – viola solista con orchestra d'archi e 2 percussionisti (c. 22')
- Concierto Evocativo – corno solista e archi (c. 19')
- Con madera metal y cuero – percussioni soliste e orchestra (c. 28')
- Concerto per sassofoni e orchestra (c. 22')
- Concierto Barroco – chitarra solista e orchestra (c. 10')
- Concierto Barroco – riduzione per pianoforte (c. 10')
- Concierto Caribe – flauto solista e orchestra (c. 20')
- Concierto Caribe – riduzione per pianoforte (c. 20')
- Cuatro versos – violoncello solista e orchestra (c. 20')
- Danzas Concertantes – chitarra solista e orchestra (c. 26')
- Doble Concierto – violino solista, viola solista e orchestra (c. 25')
- Evocaciones – violino solista e orchestra (c. 22')
- Folias – chitarra solista e orchestra (c. 15')
- Folias – chitarra solista e orchestra; riduzione per pianoforte (c. 15')
- Fantasía Corelliana -due chitarre e orchestra d'archi (c. 11')
- Glosas – pianoforte solista e orchestra (c. 15')
- Imágenes - chitarra solista, violino solista e orchestra (c. 23')
- Of Discoveries – due chitarre e orchestra (c. 22')
- Poema y Danza – 2 oboi e archi (11’)
- Variations on a Souvenir – pianoforte solista e orchestra (c. 30')

### Opere vocali selezionate
- Bayoán – oratorio per soprano, baritono coro SATB e orchestra (c. 40')
- Oltre il silenzio del dolore – soprano e orchestra – (c. 25')
- Oltre il silenzio del dolore – soprano e pianoforte – (c. 25')
- Cancionero Sefardí – soprano (o tenore), flauto, clarinetto, violino, violoncello e pianoforte (c. 16')
- Cinque poesie azteche – soprano (o tenore) e pianoforte (c. 12')
- Incantesimi – soprano (o tenore) e pianoforte (c. 12')
- Doña Rosita – mezzosprano e quintetto di fiati (c. 6')
- Il messaggero d'argento – opera da camera (c. 70')
- El éxtasis de Santa Teresa – soprano e orchestra da camera (c. 15')
- Invocazioni – voce e percussioni (c. 14')
- Missa Latina – soprano, baritono, coro SATB e orchestra (c. 77')
- Missa Latina – soprano, baritono, coro SATB e orchestra – spartito vocale per pianoforte (c. 77')
- Rimas – soprano (o tenore) e pianoforte (c. 9')
- Canzoni della diaspora – soprano, quartetto d'archi e pianoforte (c. 20')

### Orchestra da camera
- Racconti - orchestra da camera (c. 12')
- Dodici bagatelle - orchestra d'archi (c. 20')
- L'estasi di Santa Teresa - soprano e orchestra da camera (c. 15')
- Concerto Güell - orchestra da camera (c. 15')

### Gruppi più piccoli
- Concerto da camera - quintetto di fiati e quartetto d'archi (c. 18')
- Concerto notturno - clavicembalo solista, flauto, oboe, clarinetto, violino e violoncello (c. 15')
- Il sogno di Tartini - flauto, clarinetto, violino, violoncello e pianoforte (c. 9')
- Ottetto - 2 oboi, 2 clarinetti, 2 fagotti, e 2 corni (c. 10')
- Piccolo Concerto - chitarra, flauto, oboe, clarinetto, violino e violoncello (c. 10')
- Brani caratteristici - clarinetto basso, tromba, pianoforte, violino e violoncello (c. 16')
- Turner - flauto, clarinetto, violino, violoncello e pianoforte (c. 12')

### Gruppo di fiati
Sono compresi lavori con solisti:
- Carnevale - trascrizione di Mark Sacterday (c. 18")
- Differenze (ca. 10')
- Fandangos - trascrizione di Mark Scatterday (c. 12')
- Fanfare - gruppo di ottoni e percussioni (c. 3')
- Rapsodia - tromba e gruppo di fiati (c. 11')
- Sinfonia n.3 - trascrizione di Mark Scatterday (c. 24')

### Coro
Sono compresi lavori con solisti:
- Canzoni popolari - coro SATB (c. 9 ')
- Guakía Baba - coro SATB (c. 5')
- Lux Æterna - coro SATB (c. 5 ')
- Missa Latina - soprano, baritono, coro SATB con accompagnamento di tastiera (c. 77')

### Lavori da camera
- Con Tres - clarinetto, fagotto e pianoforte (c. 15')
- Quartetto per archi n. 2 (circa 14')
- Dodici bagatelle - quartetto d'archi (c. 20')
- Doña Rosita - mezzosoprano e quintetto di fiati (c. 6')
- Saggi - quintetto di fiati (c. 10')
- Fuoco d'angelo - quartetto per pianoforte
- Kandinsky - violino, viola, violoncello e pianoforte (c. 17')
- Mambo 7/16 - quartetto d'archi (c. 2')
- Ricordi Tropicali - quartetto d'archi (c. 13')
- Ricordando una melodia dimenticata - clarinetto, violino e pianoforte (c. 11')
- Salsa per fiati - quintetto di fiati (c. 7')
- Tre fantasie - clarinetto, violoncello e pianoforte (c. 11')
- Trio Tropical - violino, violoncello e pianoforte (c. 14')
- Trio n. 2 - violino, violoncello e pianoforte (c. 12')
- Trio n. 3 -violino, violoncello e pianoforte (c. 13')
- Trio n. 4 "La noche" - violino, violoncello e pianoforte (c. 14 ")
- Trittico - chitarra e quartetto d'archi (c. 13')

### Lavori per tastiera
- Con Salsa - clavicembalo (c. 4')
- Descarga in sol - pianoforte (c. 4')
- Fantasia Cromatica - organo (3 ')
- Pezzi Immaginari - pianoforte (c. 18')
- Polivals - pianoforte (c. 3')
- Preludi capricciosi - pianoforte (c. 29')
- Riflessioni su un Souvenir - pianoforte (c. 9')
- Sch. - pianoforte a quattro mani (c. 13')
- Suite - clavicembalo (c. 7')
- Toccata - pianoforte (c. 6')
- Trentatré modi di osservare lo stesso oggetto - pianoforte a quattro mani (c. 25')
- Tre invenzioni - pianoforte (c. 5')
- Tre Miniature - clavicembalo (c. 3')
- Vestigia rituali - due pianoforti (c. 8')
- 2X3 - due pianoforti (c. 12')

### Lavori per solisti e duetti
- Bongo-0 - solo bongo (c. 4')
- Changos - flauto e clavicembalo (c. 7')
- Cinque schizzi - clarinetto (c. 9')
- Cronache della scoperta - flauto e chitarra (c. 19')
- Eros - flauto e pianoforte (c. 3')
- Pezzi di fiori - flauto e arpa (c. 17 ')
- Glosa all'ombra - mezzosoprano, clarinetto, viola e pianoforte (c. 10')
- Fanfara, aria e moto perpetuo - violino e pianoforte (c. 7')
- I lampi di risonanza - percussioni (piatti) e pianoforte (c. 5')
- Mano a mano - due percussionisti (c. 6')
- Farfalle - flauto (c. 4')
- Brani Brevi - chitarra (c. 15')
- Pezzi facili - 2 violini (8 ')
- Preludio, Habanera e Moto Perpetuo - flauto (o flauto dolce) e chitarra (c. 8')
- Renadio - flauto e chitarra (c. 6')
- Ritmorroto - clarinetto (c. 6')
- Salsa sulla corda di Do - violoncello e pianoforte (c. 2')
- Sonata n. 1 per violoncello e pianoforte (c. 10')
- Sonata n. 2 "Elegiaca" per violoncello e pianoforte (c. 12')
- Sonata per clarinetto e pianoforte (c. 12')
- Sonata per flauto e pianoforte (c. 12')
- Sonata per Chitarra (c. 14')
- Sonata per violino e pianoforte (c. 14')
- Suite di canti e danze - violoncello e pianoforte (c. 12')
- Tema e variazioni - clarinetto e pianoforte (c. 7')
- Toccata e lamento - chitarra (c. 5')
- Tre tributi ungheresi - due chitarre (c. 12')
- Tre pensieri - clarinetto basso e percussioni (c. 9')

## Premi e onorificenze
Nel 2003 è stato insignito dell'Academy Award in Music dall'American Academy of Arts and Letters. Nella motivazione del premio si afferma: "Roberto Sierra scrive musica brillante, mescolando linee melodiche fresche e personali con armonie scintillanti e ritmi sorprendenti..." La sua Sinfonía n. 1, un'opera commissionata dalla Saint Paul Chamber Orchestra, ha vinto il Concorso Kenneth Davenport 2004 per opere orchestrali. Nel 2007 il Serge e Olga Koussevitzky International Recording Award (KIRA) è stato assegnato ad Albany Records per la registrazione della sua composizione Sinfonía No. 3 "La Salsa". Roberto Sierra ha ricoperto il ruolo di compositore in residenza con la Milwaukee Symphony Orchestra, l'Orchestra di Filadelfia, la Puerto Rico Symphony Orchestra e la New Mexico Symphony. Nel 2010 è stato eletto all'American Academy of Arts and Sciences.